# Moteur D12 Volvo
Pour les articles homonymes, voir D12.
Le Volvo D12 est un moteur à explosion à 6 cylindres en ligne, de type Diesel 4 temps et d'une cylindrée de 12 100 cm³, créé par le constructeur suédois Volvo.

Il équipe depuis 1993 le camion « FH12 », de la série des « FH », l'un des best-sellers de la marque.

## Histoire
Fin 1993, Volvo dévoile le « FH ». Il est le remplaçant du légendaire « F », camion à cabine avancée produit pendant près de 15 ans.

Son développement et sa mise au point sont longs (7 ans), mais le tout nouveau moteur de 12 litres qui en découle, avec son arbre à cames en tête et ses injecteurs à gestion électronique, place Volvo parmi les leaders mondiaux en matière de motorisation.

## De 1993 à 1998: un moteur innovant

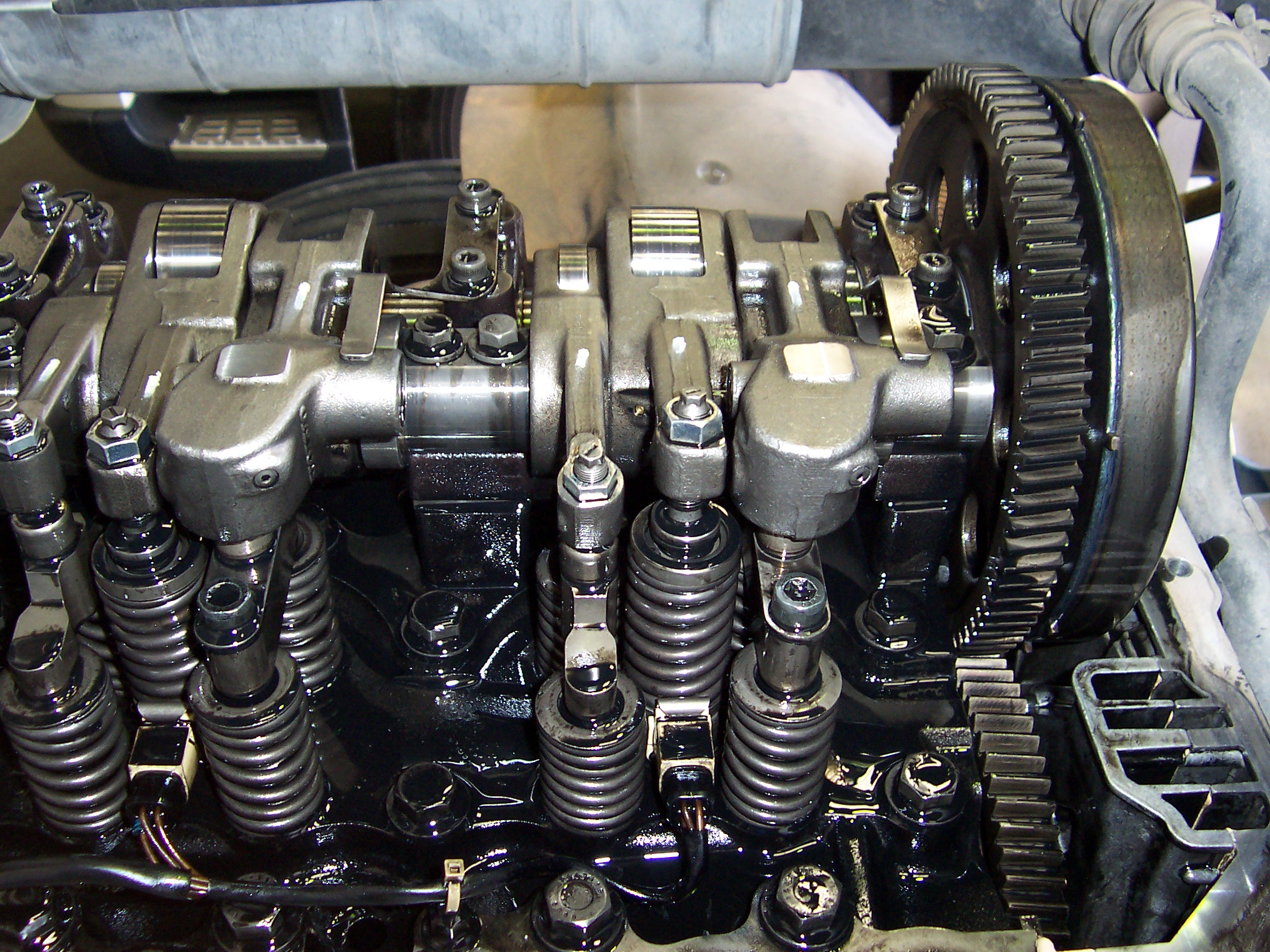
Une vue des basculeurs du VEB.

D'un point de vue conception, le nouveau moteur « D12A » est à ce moment-là l'un des plus gros projets de moteur de Volvo depuis les années 1950.
La conception de base s'appuie toujours sur celle d'un six-en-ligne Diesel à injection directe, d'environ 12 litres de cylindrée (d'où le nom du camion, le FH12), mais dont les systèmes d'alimentation en carburant et les soupapes n'ont plus grand-chose en commun avec ceux de leurs prédécesseurs.
Il est fabriqué à Skövde, sur une chaîne de montage automatisée où le gros des grandes étapes de fabrication est assuré par des robots, tandis que l'habillage final est assuré à la main par du personnel qualifié.
Le D12A a été dessiné comme un moteur « de classe mondiale », afin de pouvoir répondre aux toutes dernières demandes en matière de fortes puissances, consommation réduites et faibles émissions. Il est équipé d'un arbre à cames en tête, de 4 soupapes par cylindre, d'une injection directe à gestion électronique intégrale, d'un système de frein par compression (Jake brake en anglais) intégré et de pistons en deux parties (acier et aluminium).
Le dessin de ce moteur est également prévu pour laisser la voie ouverte vers de futures évolutions en termes de puissance brute et d'émissions.
Sur Le D12A apparaît pour la première fois le VEB, pour Volvo Engine Brake (Frein Moteur Volvo), un système de frein moteur par compression tout nouveau qui se généralisera sur tous les moteurs Volvo qui suivront, de 9 à 16 litres de cylindrée.

## De 1998 à 2002: petites retouches
En parallèle à l'introduction sur le marché de la gamme de camions FM, en 1998, Volvo opère un lifting des séries FH existantes.

Le moteur D12A original a été considéré comme ayant une puissance plutôt conservatrice (comprendre : modeste, à des fins de fiabilité), et des attentes concernant une puissance plus importantes ont toujours été à l’esprit, non seulement des concepteurs, mais aussi et surtout des clients.
Le D12C vient répondre à ces attentes. Il diffère sensiblement de la version précédente, avec un haut-moteur et des poulies complètement redessinés, ainsi que l’ajout d’armatures de renfort et d’un berceau plus rigide pour faire face à une puissance désormais portée à 460 ch.

## De 2002 à nos jours: puissance et technologies
En 2001, Volvo lance la troisième génération des séries FH et FM, avec une cabine et des organes internes ayant subi une importante cure de jouvence.
Au cœur de ces améliorations, le moteur D12D, évolution majeure du vénérable D12C, qui évolue en puissance, celle-ci étant désormais fixée à 500 ch.
Il est équipé d’une technologie Turbo Compound (TC) qui utilise encore mieux les gaz d’échappement du moteur. Après être sortis du turbocompresseur, ils actionnent une autre turbine qui entraîne le vilebrequin du moteur, par l'intermédiaire d’un embrayage hydraulique et d’engrenages réducteurs.
Les changements dans le système de refroidissement coïncident avec l’apparition de systèmes de gestion moteur électronique plus avancés (Engine Management System - EMS), avec un ventilateur de refroidissement contrôlé électroniquement, contrôlé directement par l’ECU du moteur (Engine ECU - EECU). Ce nouveau système participe également à la réduction de consommation de carburant.
Il est également associé à la transmission I-shift, un concept de transmission manuelle gérée par ordinateur qui améliore grandement le confort de conduite.

## 2005: vers de nouveaux horizons

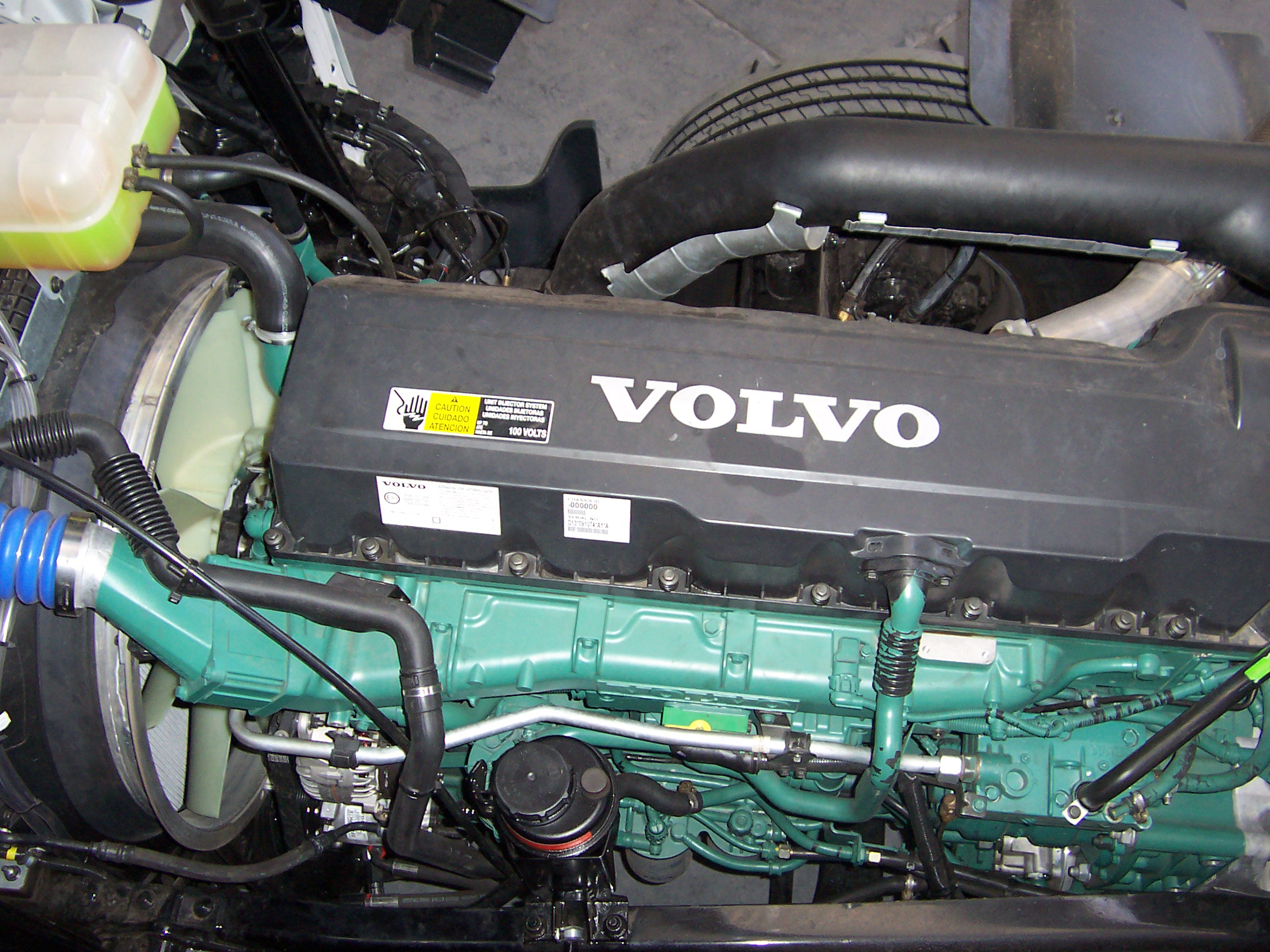
Moteur D13A.

En 2005, Volvo présente un nouveau moteur 13 litres, le D13A, incluant les mêmes caractéristiques techniques que celles de ses moteurs 9 et 16 litres, et disponibles en plusieurs niveaux de puissance : 360, 400, 440, 480 et 520 ch.
Initialement prévu pour satisfaire les exigences de la norme Euro3, de nouvelles améliorations lui permettront de satisfaire, voire de dépasser les standards de la norme Euro4 et de viser ainsi les objectifs de la norme Euro5. 
Le D13A comporte un carter de ventilation fermé et comprend également un nouveau type d'injecteur, le modèle E3 de la marque Delphi.
Dans le cadre du relooking de son véhicule, Volvo a également abandonné son ancien schéma d’appellation et a décidé de ne plus afficher la taille du moteur dans le nom du modèle, de sorte que dorénavant les modèles ne sont plus connus que sous le nom de « FH » seul.
Sur son moteur D13A, Volvo a aussi installé une version améliorée de son frein moteur VEB, le VEB+, comportant un culbuteur auxiliaire supplémentaire et un quatrième lobe de came par cylindre.
Ce moteur est également équipé du système SCR (Selective Catalytic Reduction : Réduction Catalytique Sélective), système qui permet de diminuer les rejets de polluants dangereux, comme les NOx. Ce système utilise un additif d’échappement connu sous le nom d’AdBlue.
Les puissances disponibles sont de 360, 400 et 480 ch.
À partir de 2005, le moteur D12 sera aussi partagé avec Renault, pour le Magnum, sous l'appellation de DXi 12, en puissances de 440 et 480 ch. Il sera suivi par le DXi 13 en 2006, jumeau du D13 Volvo, répondant aux normes Euro4 et réglé à 460 et 500 ch.
En 2007, Volvo présente le D13B, avec système EGR et turbocompresseur à géométrie variable, mais sans filtre à particules. Volvo est d’ailleurs à l’heure actuelle l’unique constructeur à proposer ce type de configuration moteur.
Les moteurs sont disponibles avec des puissances légèrement revues à la baisse, de 360, 400, 440 et 500 ch.